# ГТС Алчевського металургійного комбінату
Газотурбінна (теплова електрична) станція Алчевського металургійного комбінату — електростанція комбінованого типу Алчевського металургійного комбінату. Як паливо використовується низькокалорійна суміш доменного, коксового та конвертерного газів.
За проєктом, об'єм електроенергії, що вироблятиметься електростанцією, повністю забезпечить власні потреби меткомбінату та суміжного Алчевського коксохімічного заводу в електроспоживанні.

### Станція
Будівництво станції здійснює ЗАТ «Екоенергія». ГТЕС спроєктована за схемою парогазової установки, що працює паралельно з енергосистемою держави. Основне обладнання — два енергоблоки потужністю 151,5 МВт кожний (у майбутньому планується встановлення третього й доведення встановленої потужності ГТЕС до 454,5 МВт). Дві газові турбіни типу М701S потужністю 89,7 МВт кожна виробництва «Mitsubishi», дві парові турбіни потужністю 61,8 МВт кожна того ж виробника. Два генератори японського виробника «Melco» номінальною потужністю 151,5 МВт кожен. Парові барабанні котли — утилізатори розробки фірми «Nooter/Eriksen» (США), компресори газу які з'єднані з валом парової турбіни через редуктор.

### Принцип дії
Як паливо в камері згорання газотурбінної установки використовується суміш металургійних газів з теплоутворюючою здатністю суміші 1050 ккал/нм³ об'ємом 276 700 нм³ за годину. Після стиснення в компресорі газової паливної суміші під тиском 1,6 МПа й нагрівання до 450 градусів Цельсія суміш подається в камеру згорання газотурбінної установки. Сама ж ГТУ складається з повітряного компресора, кільцевої камери згорання й власне газової турбіни. Повітряний компресор має повітрозабірний пристрій на 19 ступенів стиснення з загальним стисненням повітря в 12 разів. На виході з компресора стиснене повітря подається в кільцеву камеру згорання, розташовану між компресором й газовою турбіною. Температура газів, що надходять в першу ступінь ГТУ, становить близько 1250 °C.
Газова турбіна складається з чотирьох ступенів розширення, через які гази з температурою 577 °C надходять в котел утилізатор, де відбувається глибша утилізація тепла газів й отримання пари високого й низького тиску. Котел утилізатор є барабанним парогенератором з циркулюючим й двома незалежними контурами випаровування й перегріву пари. Парова турбіна одноциліндрова, однопотокова з конденсатором зі змішаним конденсуванням, працює в режимі змінного тиску в діапазоні навантаження 50—100 Nном з відкритими регулюючими клапанами високого й низького тиску. При зниженні вдвічі тиску пари на вході в парову турбіну від номінального 7,71 МПа й пари від 0,79 до 0,39 МПа парова турбіна автоматично переходить на режим роботи з постійним тиском. Парова турбіна крім своєї основної функції також виконує роль стартера під час пуску газотурбінної установки. Для першого запуску парової турбіни використовується допоміжний пар з котлів металургійного комбінату.
Вироблена електроенергія розподіляється з головного розподільчого пристрою 110 кВ станції, яка чотирма кабельними лініями 110 кВ підключена до повітряних ліній 110 кВ й далі на підстанції АМК «Металургійна», «Кислородна № 1», «Прокат» та підстанцію енергетичного об'єднання «Комунарська».

### Інвестиції
Загальна вартість проєкту становить близько 675 млн доларів. Фінансування здійснюється власними коштами, а також кредитами — ЄБРР та «Japan Bank for International Cooperation».

### Довкілля
Завдяки електростанції мало бути зменшено викиди вуглецю на 2 млн тонн. Також виробництво 2,4 млрд кВт-год електроенергії, яку вироблятиме електростанція з металургійних газів, замістить 1 млн тонн вугілля або 700 млн м³ природного газу, що спалюються на теплових електростанціях України для виробництва такої ж кількості електроенергії.